# Kapelle
Kapelle ( udtalelse ?) er en kommune og en by, beliggende i Zuid-Beveland i den sydlige provins Zeeland i Nederlandene. Kommunen havde den 1. april 2016 12.653 indbyggere.
Mandag 30. maj 2011 blev Kapelle udnævnt som ‘Gemeente van het Jaar 2011’ (Årets Kommune 2011).

## Galleri
- Kapelle Rådhus
- Kapelle Rådhus
- Kapelle Rådhus